# محمدجواد بهروزی
محمدجواد بهروزی (متولد ۱۳۰۰، کازرون- ۱۷ مهر ۱۳۸۲) نویسنده، شاعر، نوازنده ایرانی بود.

## کتاب‌ها
- ۱۳۲۶ شراره‌های عشق، شیراز، بنگاه مهرگان.
- ۱۳۲۷ غوغای جوانی، شیراز، بنگاه مهرگان.
- ۱۳۴۰ تاریخ گیتی (سه‌جلد)، تهران، شرکت طبع کتاب.
- ۱۳۴۰ جغرافیای گیتی (سه‌جلد)، تهران، شرکت طبع کتاب.
- ۱۳۴۰ لغزها، شیراز، بنگاه مهرگان. (چاپ دوم، اتحادیة مطبوعات فارس، ۱۳۴۴)
- ۱۳۴۵ پرسشهای علوم اجتماعی، شیراز، کتابفروشی محمدی.
- ۱۳۴۶ شهر سبز یا شهرستان کازرون، شیراز، کانون تربیت.
- ۱۳۴۷ سؤال و جواب جغرافیا، شیراز، کتابفروشی محمدی.
- ۱۳۵۰ تقویم تاریخی و فرهنگی، شیراز، کانون تربیت.
- ۱۳۵۰ چیستان در ادبیات فارسی، جلد یک، شیراز، کانون تربیت.
- ۱۳۵۶ نیکوکاران فارس، تهران، جنبش نیکوکاری.
- ۱۳۷۷ چیستان در ادبیات فارسی، جلد دوم، تهران، انتشارات ما.
- ۱۳۸۰ واگوشکها، تهران، انتشارات کیفیت.
- ۱۳۸۱ زنان مؤثر در تاریخ ایران، تهران، نشر واژه آرا.
- ۱۳۸۲ گل‌های شهر سبز، تهران، فرهنگستان زبان و ادب فارسی.